# Lusby (Maryland)
Pour les articles homonymes, voir Lusby.
Lusby est une communauté non incorporée et une census-designated place du comté de Calvert, dans l'État du Maryland.
Sa population était de 1 835 habitants en 2010.
À proximité se trouve la centrale nucléaire de Calvert Cliffs.